# Clubul de Fotbal de Feminin Olimpia Cluj-Napoca
Il Clubul de Fotbal de Feminin Olimpia Cluj-Napoca, noto più come CFF Olimpia Cluj-Napoca o più semplicemente come Olimpia Cluj, è una squadra di calcio femminile romena di Cluj-Napoca, sezione di calcio femminile dell'Universitatea Cluj. Compete nella Liga I, il massimo livello del campionato rumeno femminile di calcio.

## Storia
La squadra, fondata nel 2010, debutta nelle competizioni ufficiali prendendo parte alla stagione 2010-2011 della Liga I, quello che allora era il campionato di massimo livello in Romania. Vince subito il titolo nazionale, confermandosi poi campione di Romania anche nelle due stagioni successive. Nel frattempo, vince anche tre edizioni consecutive della Coppa di Romania. La vittoria nel campionato nazionale permette di rappresentare il proprio Paese in Champions League.
Dalla stagione 2013-2014 il club gioca nella Superliga romena, il nuovo campionato di massimo livello, istituito proprio a partire dalla stagione 2013-14, e che ha relegato la Liga I Feminin a campionato di seconda serie; e che al termine della quale arriva il quarto double consecutivo campionato-coppa.

## Palmarès
- Campionato rumeno: 12  (record)

2010-2011, 2011-2012, 2012-2013, 2013-2014, 2014-2015,, 2015-2016, 2016-2017, 2017-2018, 2018–19, 2020–21, 2021–22, 2022-23
- Coppa romena di calcio femminile: 8

2010-2011, 2011-2012, 2012-2013, 2013–14, 2014–15, 2016–17, 2020–21, 2021–22

## Statistiche

### Risultati nelle competizioni UEFA
| Stagione | Competizione     | Fase                     | Avversario           | Risultato | Risultato | Risultato |
| Stagione | Competizione     | Fase                     | Avversario           | andata    | ritorno   | aggregato |
| -------- | ---------------- | ------------------------ | -------------------- | --------- | --------- | --------- |
| 2011-12  | Champions League | gironi di qualificazione | SFK 2000             | 3-1       | 3-1       | 3-1       |
| 2011-12  | Champions League | gironi di qualificazione | Gintra Universitetas | 5–0       | 5–0       | 5–0       |
| 2011-12  | Champions League | gironi di qualificazione | Ataşehir Belediyesi  | 1-5       | 1-5       | 1-5       |
| 2011-12  | Champions League | sedicesimi di finale     | Olympique Lione      | 0-9       | 0-3       | 0-12      |
| 2012-13  | Champions League | gironi di qualificazione | Birkirkara           | 8-0       | 8-0       | 8-0       |
| 2012-13  | Champions League | gironi di qualificazione | Glentoran            | 4-2       | 4-2       | 4-2       |
| 2012-13  | Champions League | gironi di qualificazione | 1º Dezembro          | 4-1       | 4-1       | 4-1       |
| 2012-13  | Champions League | sedicesimi di finale     | Neulengbach          | 1-1       | 2-2       | 3-3 gfc   |
| 2012-13  | Champions League | ottavi di finale         | Torres               | 1-4       | 0-3       | 1-7       |
| 2013-14  | Champions League | gironi di qualificazione | Gintra Universitetas | 3-0       | 3-0       | 3-0       |
| 2013-14  | Champions League | gironi di qualificazione | Liepājas Metalurgs   | 7–0       | 7–0       | 7–0       |
| 2013-14  | Champions League | gironi di qualificazione | Spartak Subotica     | 3–8       | 3–8       | 3–8       |
| 2014-15  | Champions League | gironi di qualificazione | Raheny United        | 1-2       | 1-2       | 1-2       |
| 2014-15  | Champions League | gironi di qualificazione | Hibernians           | 5-0       | 5-0       | 5-0       |
| 2014-15  | Champions League | gironi di qualificazione | NSA Sofia            | 4-1       | 4-1       | 4-1       |
| 2015-16  | Champions League | gironi di qualificazione | Pärnu                | 4-0       | 4-0       | 4-0       |
| 2015-16  | Champions League | gironi di qualificazione | Ekonomist            | 6-1       | 6-1       | 6-1       |
| 2015-16  | Champions League | gironi di qualificazione | Pomurje              | 2-0       | 2-0       | 2-0       |
| 2015-16  | Champions League | sedicesimi di finale     | Paris Saint-Germain  | 0-6       | 0-9       | 0-15      |
| 2016-17  | Champions League | gironi di qualificazione | Pärnu                | 7-1       | 7-1       | 7-1       |
| 2016-17  | Champions League | gironi di qualificazione | Breznica             | 10-0      | 10-0      | 10-0      |
| 2016-17  | Champions League | gironi di qualificazione | Medyk Konin          | 1-3       | 1-3       | 1-3       |
| 2017-18  | Champions League | gironi di qualificazione | Žytlobud-2 Charkiv   | 1-0       | 1-0       | 1-0       |
| 2017-18  | Champions League | gironi di qualificazione | Swansea City         | 3-0       | 3-0       | 3-0       |
| 2017-18  | Champions League | gironi di qualificazione | Hibernian            | 1-1       | 1-1       | 1-1       |
| 2017-18  | Champions League | sedicesimi di finale     | Rosengård            | 0-1       | 0-4       | 0-5       |

## Organico

### Rosa 2022-2023
Rosa, ruoli e numeri di maglia come da sito UEFAe sito societario, aggiornati al 26 agosto 2022.
| N. |                        | Ruolo | Calciatrice              |
| -- | ---------------------- | ----- | ------------------------ |
| 1  | Stati Uniti (bandiera) | P     | Kyleigh Lucinda Hall     |
| 3  | Romania (bandiera)     | D     | Cristina Botojel         |
| 4  | Romania (bandiera)     | C     | Ioana Andrada Bortan     |
| 5  | Moldavia (bandiera)    | A     | Carolina Țabur           |
| 6  | Romania (bandiera)     | D     | Adina Giurgiu            |
| 9  | Romania (bandiera)     | C     | Mihaela Ciolacu          |
| 10 | Spagna (bandiera)      | C     | Alba Gonzalez            |
| 11 | Romania (bandiera)     | A     | Mara Bâtea               |
| 12 | Romania (bandiera)     | P     | Briana Florina Brici     |
| 14 | Romania (bandiera)     | A     | Adina Cristina Borodi    |
| 15 | Romania (bandiera)     | D     | Teodora Andreea Pînzariu |
| 15 | Romania (bandiera)     | D     | Ana Maria Salagen        |
| 17 | Romania (bandiera)     | D     | Helga Renata Varo        |
| 18 | Stati Uniti (bandiera) | D     | Janessa Lynn Staab       |
| 19 | Giordania (bandiera)   | D     | Ayah Al-Majali           |
| 21 | Romania (bandiera)     | D     | Ioana Simona Sigheartau  |
| 22 | Romania (bandiera)     | D     | Maria Stamate            |

| N. |                       | Ruolo | Calciatrice                |
| -- | --------------------- | ----- | -------------------------- |
| 24 | Egitto (bandiera)     | C     | Sayed Abdou Farhan Sherouk |
| 25 | Romania (bandiera)    | P     | Mirela Ganea               |
| 28 | Romania (bandiera)    | A     | Ioana-Raluca Pascu         |
| 29 | Romania (bandiera)    | D     | Andreea-Rebeca Neagu       |
| 30 | Romania (bandiera)    | D     | Delenke Molnar             |
| 31 | Kazakistan (bandiera) | P     | Nazym Ismailova            |
| 31 | Romania (bandiera)    | A     | Anamaria Filip             |
| 33 | Spagna (bandiera)     | C     | Sara Jimenez               |
| 38 | Romania (bandiera)    | D     | Alexandra-Valentina Hodis  |
| 40 | Romania (bandiera)    | C     | Karina Bede                |
| 44 | Romania (bandiera)    | C     | Ana-Maria Florică          |
| 45 | Romania (bandiera)    | C     | Denisa Maria Banciu        |
| 48 | Romania (bandiera)    | C     | Maria Lucia Baciu          |
| 77 | Romania (bandiera)    | C     | Florentina-Camelia Iancu   |
| 88 | Romania (bandiera)    | C     | Daiana Maria Oneț          |
| 90 | Romania (bandiera)    | A     | Carmen Marcu               |
| 99 | Romania (bandiera)    | A     | Ioana Balaceanu            |

### Rosa 2019-2020
Rosa, ruoli e numeri di maglia come da sito ufficiale.
| N. |                    | Ruolo | Calciatrice      |
| -- | ------------------ | ----- | ---------------- |
| 1  | Romania (bandiera) | P     | Lavinia Boandă   |
| 2  | Romania (bandiera) | C     | Bianca Borcean   |
| 3  | Romania (bandiera) | C     | Cristina Botojel |
| 4  | Romania (bandiera) | C     | Ioana Bortan     |
| 5  | Romania (bandiera) | D     | Teodora Meluță   |
| 6  | Romania (bandiera) | D     | Melinda Nagy     |
| 7  | Romania (bandiera) | D     | Claudia Pană     |
| 8  | Romania (bandiera) | C     | Andreea Voicu    |
| 9  | Romania (bandiera) | C     | Mihaela Ciolacuu |
| 10 | Romania (bandiera) | C     | Roxana Mirea     |
| 11 | Romania (bandiera) | A     | Mara Bâtea       |

| N. |                    | Ruolo | Calciatrice        |
| -- | ------------------ | ----- | ------------------ |
| 22 | Romania (bandiera) | P     | Mirela Ganea       |
| 14 | Romania (bandiera) | A     | Adina Borodi       |
| 15 | Romania (bandiera) | D     | Adela Iosif        |
| 16 | Romania (bandiera) | C     | Raluca Borodi      |
| 18 | Romania (bandiera) | D     | Andreea Corduneanu |
| 19 | Romania (bandiera) | A     | Flaviana Negrea    |
| 21 | Romania (bandiera) | A     | Oana Negrea        |
| 33 | Romania (bandiera) | C     | Maria Ficzay       |
| 88 | Romania (bandiera) | C     | Beatrice Tărășilă  |
| 99 | Romania (bandiera) | A     | Ioana Bălăceanu    |